# Labradoodle

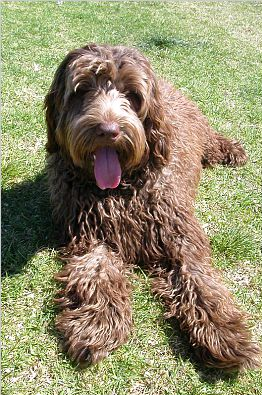
Hnědý Labradoodle druhé generace (F1B)

Labradoodle je kříženec labradorského retrívra a pudla. V 80. letech 20. století se tuto rasu pokoušeli vytvořit v Austrálii. Právě tady došlo ke snaze o vznik vodícího psa, jehož srst bude méně dráždivá pro alergiky.

## Využití
Je první a jediné plemeno psa, jehož vznik a šlechtění motivovala myšlenka pomoci postiženým a potřebným osobám, v podobě učenlivého, vitálního psa s typem srsti, která se vlastnostmi blíží ovčí vlně a tím je přijatelnější i pro postižené osoby vnímavé na psí alergen v srsti.

## Povaha
Původní záměr pro šlechtění tohoto plemene byl docílení povahově vyrovnaných a zdravě sebevědomých jedinců. Labradoodle by měl být hravý, čilý, radostný a přátelský vůči lidem i ostatním psům. Jakýkoliv náznak agrese vůči lidem nebo zvířatům by měla být vylučující vadou. 
Toto plemeno bylo předurčeno pro práci se slepci a dalšími postiženými osobami. Velmi se hodí na canisterapii nebo jako vodící pes. 
Jsou chytří a učenliví, ale potřebují mít důsledného ale klidného majitele, proto jsou vhodní spíše pro zkušenější cvičitele, kteří ho zvládnou řádně vychovat. Poté se z něj stává ideální rodinný pes, který ochotně snáší i drsnější dětské hry.
Po labradorském retrívrovi také zdědil lásku k vodě a aportování. Je vhodný na různé psí sporty, jako je agility nebo flyball.

## Zdraví
Kvůli špatnému křížení jsou někteří jedinci náchylní na různá dědičná onemocnění, jako DKK nebo DLK. Jelikož je toto plemeno stále ve vývoji a zatím není uznáváno žádnou kynologickou organizací, nevydávají se jim průkazy původu. Budoucí majitelé štěňat by si tedy měli důkladně prověřit zdraví a původ předků psa. Tím se vyloučí koupě jedince, který by mohl být postižen jakoukoliv genetickou vadou nebo mít nežádoucí typ srsti.

## Geny
Jako všechna ostatní psí plemena, i labradoodlové línají. Někteří jen více a někteří zase méně. To vše závisí na genetice psa. K dosažení co nejméně línajícího jedince musí mít pes za sebou minimálně tři a více generací labradoodlů s kadeřavou srstí.
- První generace – Jedná se o psy, kteří jsou kříženi čistokrevnými jedinci pudla a labradorského retrívra. Srst těchto psů je různorodá. Tito jedinci nejsou dobrou volbou pro alergiky, protože 75% jich má normální podsadu, díky které línají jako všechna ostatní plemena s tímto typem srsti.
- Druhá generace – Tito psi jsou potomky čistokrevného pudla a labradoodla první generace. Pro alergiky už se stávají lepší volbou, jelikož jejich srst má většinou téměř 75% z pudla. U těchto jedinců ale stále není jistota, že nebudou mít srst s podsadou. Alergikům proto nejsou doporučováni.
- Třetí generace – Tito jedinci jsou potomky buď dvou labradoodlů nebo labradoodla s pudlem (labradoodle musí být druhé generace). Tito psi už jsou většinou způsobilí pro život s alergiky, ale jenom pokud mají oba rodiče a prarodiče, kteří mají kadeřavou srst bez podsady.